# Albert-Georges Bessé
Pour les articles homonymes, voir Bessé (homonymie).
Ne doit pas être confondu avec le chef d'entreprise Georges Besse.
Albert-Georges Bessé, né le 1er mai 1871 à Blois et mort à Niort le 31 décembre 1958, est un graveur et peintre français.

## Biographie
Élève de Jean-Léon Gérôme et de Jules Jacquet, il obtient le prix de Rome en 1896 et est alors classé en hors-concours au Salon des artistes français.
Lauréat de l'Académie des beaux-arts, il expose, entre autres, au Salon des artistes français dès 1895 dont il reçoit la médaille d'honneur en 1896, une médaille de 3e classe en 1905 ou encore une médaille de 2e classe en 1912. Ses œuvres sont conservées aux musées d'art de Poitiers, de Blois, de Châtellerault... ainsi que dans la collection de la ville de Paris.